# Жени Катъму
Жени Сиприану Катъму (на португалски: Geny Cipriano Catamo), известен още като Клезиу, е мозамбикски футболист, играещ като нападател за португалския Спортинг (Лисабон) и националния отбор на Мозамбик. Участник в Купата на африканските нации 2023, където вкарва първия гол за отбора си срещу Гана при равенството 2:2 в групите.